# Merchandise
Merchandise, kringprodukter, är engelska och betyder handelsvaror och är ett begrepp som betecknar produkter eller tjänster som nyttjar säregna drag från ett varumärke eller en fiktiv person i kommersiellt syfte. Sådana produkter är oftast fysiska exempelvis leksaker, kläder, planscher och plastfigurer men de förekommer även digitalt t.ex. i form av sociala nätverkstjänster som Disneys Club Penguin. Merchandise nyttjar ofta motiv av kända figurer med ursprung från TV-spel, litteratur, film och TV. Exempel på sådana är Mario, svenska deckare, James Bond, Angry Birds, Hello Kitty och Star Wars.
Merchandising, även kallat varumärkeslicensiering, är affärsmodellen där nyttjandet av ett upphovsrättsligt skyddat verk, varumärke eller en fiktiv person används som underlag för att framställa och sälja produkter som baseras på hela eller delar av verket eller varumärket.
Många författare, filmskapare och spelföretag tjänar stora belopp på merchandising. Finska Rovio Games har uppgivit att kringprodukter baserade på mobilspelet Angry Birds stod för 30 % av bolagets omsättning under 2011.
Även handel med vilda djur kan öka i samband med att en film blir populär, till exempel ugglor efter filmerna om Harry Potter och clownfiskar efter Hitta Nemo.